# Guo Pei
Guo Pei (Chino: 郭培, pronunciación en mandarín:[ku̯ó pʰěɪ̯]) (Pekín, 1967) es una diseñadora china dedicada al diseño de moda. Es conocida por diseñar vestidos para celebridades de China y de Estados Unidos, como el vestido amarillo de Rihanna en el Met Ball 2015. Guo es el segundo diseñador asiático nacido y criado en ser invitado a convertirse en miembro invitado de la Chambre Syndicale de la Haute Couture después del diseñador libanés Elie Saab. En 2016, la revista Time la catalogó como una de las 100 personas más influyentes del mundo.

## Trayectoria

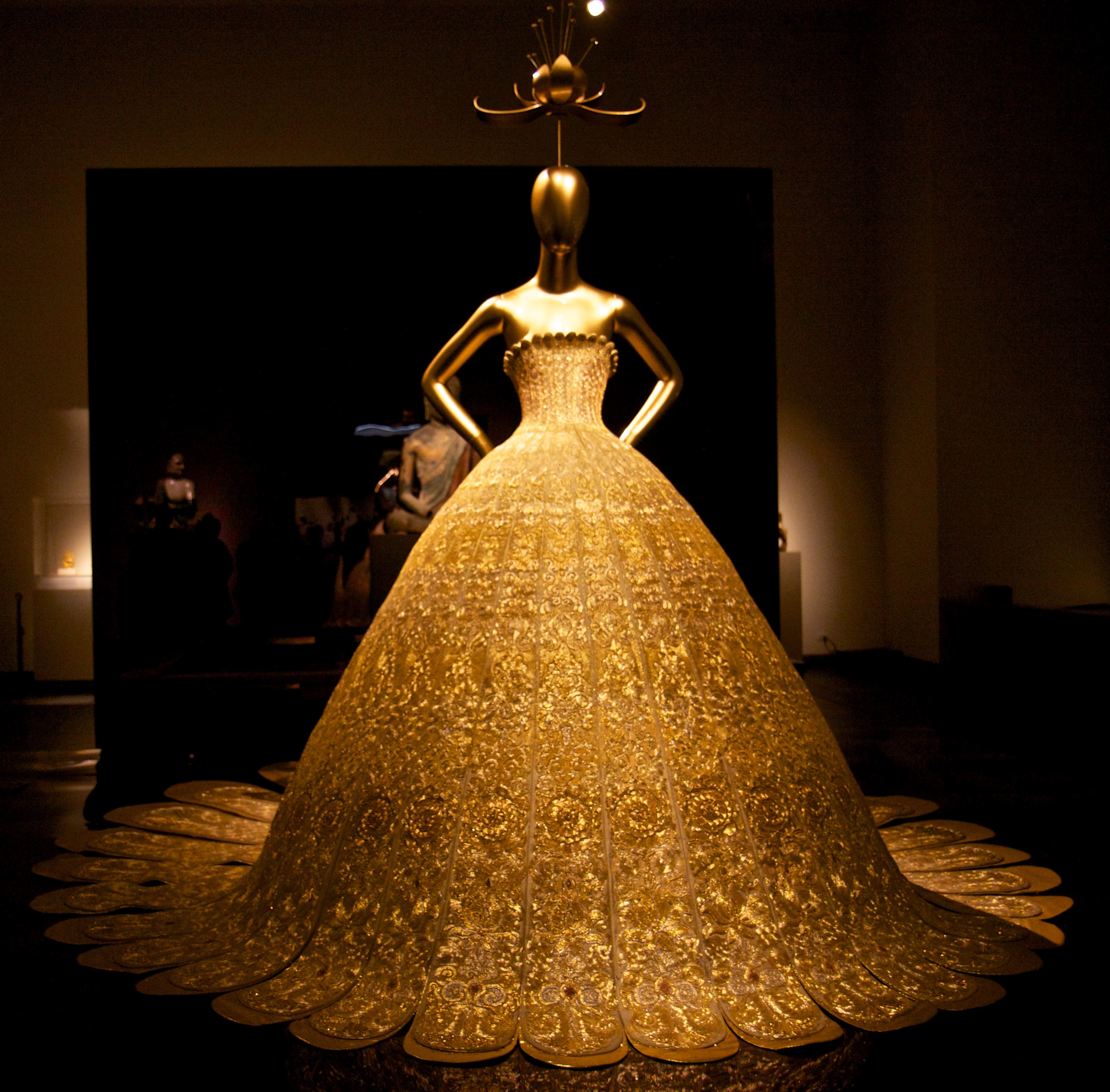
Un vestido de noche de alta costura de seda bordado con oro por Guo Pei, Metropolitan Museum of Art, Nueva York

Guo nació en Pekín en 1967. Guo nació de dos miembros del Partido Comunista de China, su padre era un exlíder del batallón del Ejército Popular y su madre era maestra de jardín de infancia. En una entrevista con la revista Forbes, recuerda que su padre había tirado sus bocetos y pinturas cuando era niña. En la misma entrevista, Guo dice que comenzó a coser a la edad de 2 años, ayudando a su madre a hacer ropa para el invierno, así desarrolló su amor por la confección. Durante su infancia, los Uniforme Mao se consideraban la única forma correcta de ropa y Guo Pei lo desafió con otras propuestas, como vestidos holgados.  
A pesar de lo opresivo que se imponía la moda en esos momentos, fue a estudiar y se graduó en la Escuela de la Segunda Industria Ligera de Beijing con el título de diseño de moda en 1986. La graduación de Guo Pei también se dio en un buen momento, dado que Deng Xiaoping estaba implementando reformas progresistas, después del mandato de Mao. Guo Pei encontró trabajo en uno de los primeros fabricantes privados de ropa de China, Tianma. Ella afirma que hubo una repentina demanda creciente de moda en China, con uno de sus diseños más populares, un abrigo de invierno de colores brillantes con capucha. Ella dejó la compañía en 1997 para formar su propia marca de moda.

## Diseñadora independiente
Guo Pei dice que luchó por algo más, a medida que la demanda de moda también creció en China. A principios de la década de 2000, la reputación de Guo Pei comenzó a crecer, recibió encargos para crear diseños para los Juegos Olímpicos de Pekín 2008, así como para el Festival de Primavera anual, Gala organizada por la Televisión Central de China (CCTV). Es diseñadora del vestido que Song Zuying usó durante su actuación con Plácido Domingo en la ceremonia de clausura de los Juegos Olímpicos de Pekín 2008. El vestido tardó dos semanas en confeccionarse y estaba cubierto con 200,000 cristales de Swarovski.

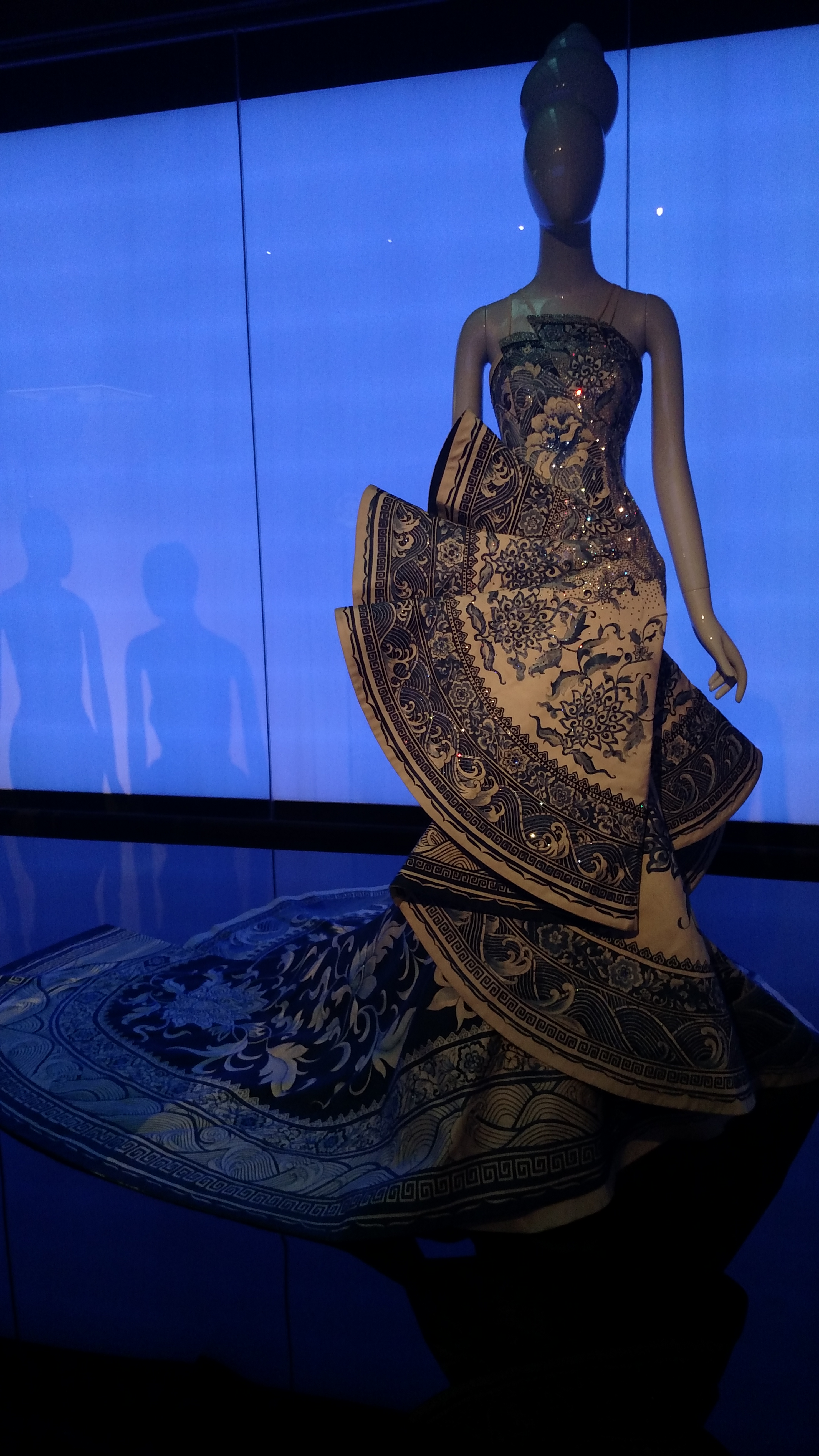
Diseño de Guo Pei en el Museo Metropolitano de Arte

Su colección "One Thousand and Two Nights" debutó en noviembre de 2009, durante la Semana de la Moda de China. La modelo estadounidense, Carmen Dell'Orefice apareció en el show con un elaborado vestido blanco bordado con forro de piel, con una escolta de cuatro personas mientras subía al tren. Dell'Orefice comparó a Guo con Charles James. Guo fue acreditada como diseñadora de vestuario en la película de 2014 The Monkey King. Los departamentos de maquillaje y vestuario de la película fueron nominados para un Premio de Cine de Hong Kong al año siguiente, pero perdieron ante Man Lim Chung, en The Golden Era.
En 2008, Guo concibió un vestido hasta el suelo de color amarillo canario, bordeado con pieles de color amarillo y bordado con motivos florales plateados. Le tomó aproximadamente 50,000 horas durante dos años para que su equipo de diseño lo creara y pesaba alrededor de 25 kilogramos (55,1 lb) al finalizar. La cantante de Bajan, Rihanna, se encontró con la pieza en Internet mientras investigaba un diseño para el New York Met Gala con tema de China en 2015. Según Guo, cuando le preguntó por primera vez, estuvo de acuerdo con la propuesta, pero se mostró cautelosa sobre si la cantante podría soportar el peso. Rihanna apareció en la alfombra roja, seguida de un séquito de tres personas para sostener el gran tren. Las primeras reacciones al diseño del vestido generaron memes virales en las redes sociales, con un material amarillo llamativo y un tren considerable que hacía comparaciones con tortillas y pizzas. Una foto del diseño usado por la cantante apareció en la portada de la edición Met Gala de Vogue. Esta exposición mediática hizo que Guo fuera más reconocida entre el público occidental. 
Las obras de Guo Pei también se exhibieron en la exposición anual en el Museo Metropolitano de Arte de Nueva York, titulada "China: a través del espejo". En 2016, Guo Pei se convirtió en miembro invitado de la Chambre Syndicale de la Haute Couture.
Su primera colección que se exhibió como parte de la Semana de la Moda de París fue su colección Primavera Verano 2016. Inspirada en las flores de primavera para la feminidad y el fénix para la paz y la pureza, la colección tenía influencias chinas tradicionales como borlas doradas, intrincados bordados de hilo sobre seda, baberos y largos trenes.
Su colección de alta costura de primavera de 2017, presentada en La Conciergerie (París) y titulada "Legend", se inspiró en los murales de la Catedral de Saint Gallen en Suiza.

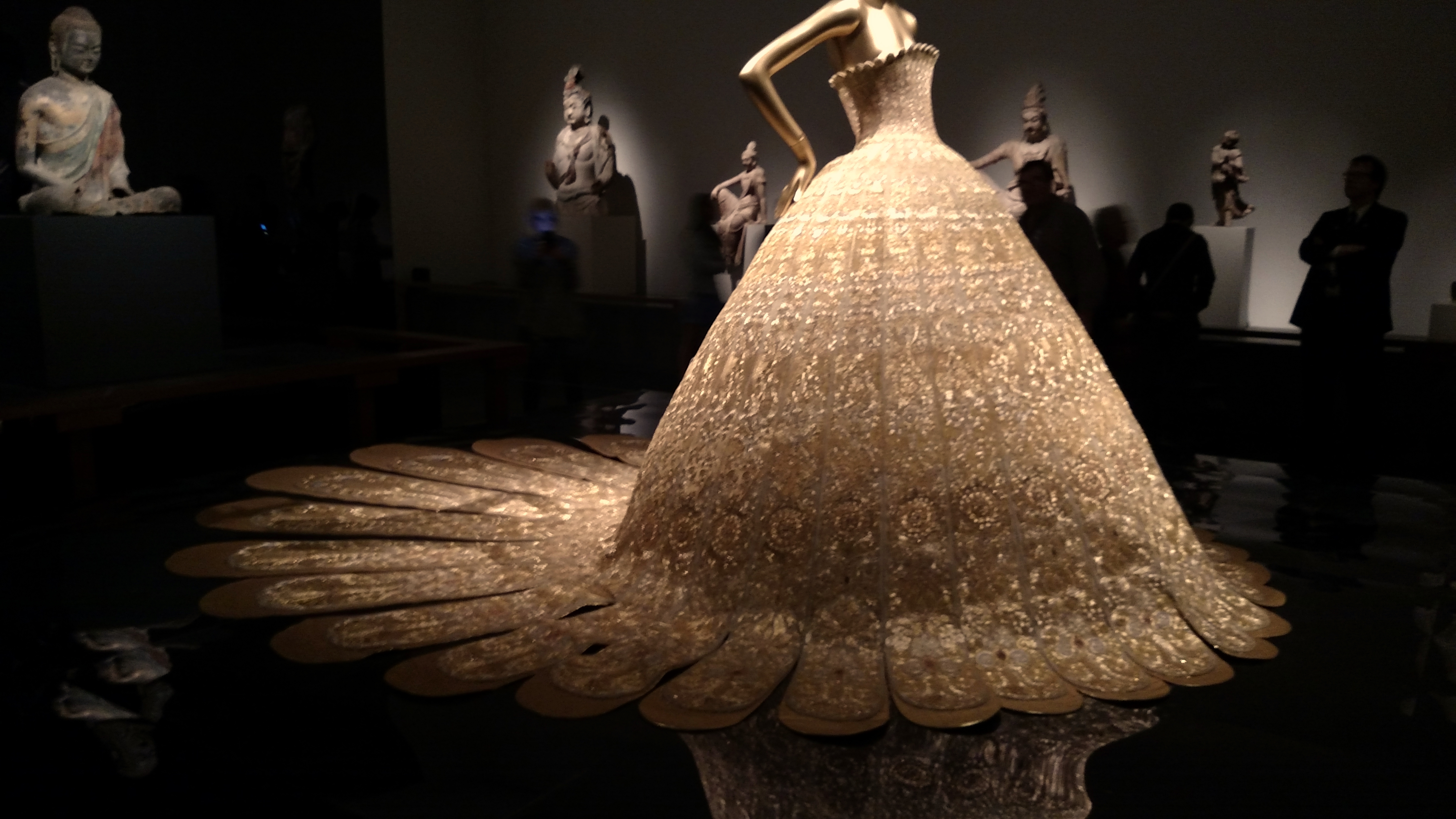
Diseño de Guo Pei en el Museo Metropolitano de Arte

Más recientemente, se consideró que Haute Couture Spring / Summer Show de Guo Pei encarnaba la vida a través del uso de la silvicultura y las raíces en las configuraciones de su propuesta para los diseños de su propia ropa. Había un tema recurrente de bordados azul oscuro que insinuaban la idea del amanecer o el anochecer, la idea francesa de l'heure bleue. Mientras observa su programa, puede ver modelos con este tono azul en casi todos los diseños que aparecen en la pasarela, ya sean el foco principal de una prenda, o en los detalles más pequeños, la idea de l'heure bleue está en todas partes. Guo Pei describió su trabajo como una fuerza vital de raíces y flores, y explicó: 
"Las raíces son la fuente de vida y vitalidad... Sin raíces, no hay vida. Este mundo es un lugar muy misterioso, pero está íntimamente relacionado con nuestras vidas. Es por eso que el árbol está en el escenario, y verás muchas flores". 
Sin embargo, una de las piezas de conexión en las colecciones de Guo Pei es el uso del oro en muchos de sus espectáculos. Guo Pei cree que el oro no solo representa la cima de los términos de conocimiento y riqueza, sino que Guo Pei también cree que es "el color de nuestras almas".

## Vida personal
Guo está casada con Cao Bao Jie, también conocido como Jack Tsao, que es un comerciante textil. Le conoció en la presentación que le hizo de telas y bordados europeos, y le animó a saltar de la sastrería a la alta costura. El esposo de Guo supervisa la marca y el lado comercial de la etiqueta de Guo.

## Rose Studio
Rose Studio es el nombre de la sala de exposición de Guo Pei en el Distrito de Chaoyang (Pekín), y tiene tres pisos en lo que se consideraría un área monótona cerca de un parque industrial. En el exterior, puede confundirse con una fábrica normal, pero en el interior los espejos con manchas de oro se alinean en las paredes y techos. Los diseños de Guo Pei se encuentran en exhibición, como un museo. En el piso superior, docenas de sastres, cortadores de patrones, zapateros y agujas trabajan a sus órdenes, con medidas minuciosas tomadas para asegurarse de que todo funcione en armonía. Guo Pei emplea a quinientas personas en tres lugares fuera de la capital de China, la mayoría aprende sobre su oficio en el trabajo, afirmando que Guo Pei es una buena maestra. Los clientes de Guo Pei suelen ser ricos, pero la mayoría de sus clientes afirman que están adoptando un estilo más chino.